# Robert Casa
Pour les articles homonymes, voir Casadesus.
Pour les autres membres de la famille, voir Famille Casadesus.
Robert-Gabriel-Guillaume Casadesus dit Robert Casa est un acteur, chanteur et compositeur français, né à le 23 janvier 1878 à Paris 10e et mort le 30 mai 1940 à Paris 17e.
Membre de la famille Casadesus, il est entre autres le frère de Henri Casadesus (1879-1947), le père de Robert Casadesus (1899-1972) et l'oncle de Gisèle Casadesus.

## Théâtre
- 1917 : Les Fourberies de Scapin de Molière, mise en scène Jacques Copeau, Garrick's Theatre de New York
- 1917 : La Jalousie du barbouillé de Molière, mise en scène Jacques Copeau, Garrick's Theatre de New York
- 1918 : La Petite Marquise d'Henri Meilhac et Daniel Halevy, mise en scène Jacques Copeau, Garrick's Theatre de New York
- 1918 : Les Frères Karamazov de Fiodor Dostoïevski, mise en scène Jacques Copeau, Garrick's Theatre de New York
- 1918 : L'Avare de Molière, mise en scène Jacques Copeau, Garrick's Theatre de New York
- 1918 : Blanchette d'Eugène Brieux, mise en scène Jacques Copeau, Garrick's Theatre de New York
- 1918 : Crainquebille d'Anatole France, mise en scène Jacques Copeau, Garrick's Theatre de New York
- 1918 : Le Médecin malgré lui de Molière, mise en scène Jacques Copeau, Garrick's Theatre de New York

## Filmographie
- 1911 : Médor le bon chien de M. Lord
- 1914 : Le Chevalier de Maison-Rouge d'Albert Capellani : un guichetier
- 1930 : La Maison de la flèche de Henri Fescourt : Girardot
- 1931 : La Consultation, court métrage de André E. Chotin
- 1931 : La Chance de René Guissart: un chef de réception
- 1933 : Coquin de sort, court métrage de André Pellenc
- 1933 : Ciboulette de Claude Autant-Lara
- 1933 : Un soir de réveillon de Karl Anton : M. Lepage
- 1934 : Cessez le feu de Jacques de Baroncelli
- 1934 : N'aimer que toi de André Berthomieu
- 1935 : Les Gaietés de la finance de Jack Forrester : le beau-père
- 1936 : Les Demi-vierges de Pierre Caron : Harden
- 1936 : Un mauvais garçon de Jean Boyer : le bâtonnier
- 1937 : Gueule d'amour de Jean Grémillon : M. Moreau
- 1938 : L'Accroche-cœur de Pierre Caron